# 한국철강
한국철강은 철근, 단조, 강관 등을 생산하는 코스피 상장 기업이다. 생산품은 건설, 조선, 단조업 등에 사용된다. 주요 원재료는 고철이며 사업 특성상 저가 원재료의 확보가 중요하다.

## 사업
매출 구성은 철근 84%, 단조 11% 등으로 이루어진다. 에너지 사업부에서 실리콘 박막 전지 등도 만들었으나 업계 경쟁이 심화되고 제품 가격이 떨어져 수익성이 악화되자 2012년 4월 에너지 사업은 포기했다.
주가에 비해 실적이 부진하다는 평가를 받지만 매분기 조금씩의 흑자는 내고 있다. 코스피200 지수 구성 종목이지만 거래량은 보통 거래 대금이 1억~2억 남짓으로 증시에서는 크게 주목받는 회사가 아니다.

## 자사주 취득
2024년 600억원 규모의 자사주 취득을 결정하였다.